# Neosisyphus fortuitus
Neosisyphus fortuitus là một loài bọ cánh cứng trong họ Bọ hung (Scarabaeidae).